# Landsmålsalfabetet
Landsmålsalfabetet är ett fonetiskt alfabet som huvudsakligen har använts inom dialektologin för att uppteckna och återge svenska dialekter (”landsmål”) i skrift, såväl i Sverige som i Finland.
Alfabetet skapades 1879 av Johan August Lundell och bestod till en början av 89 tecken, men fler tillkom genom åren. 1928 hade alfabetet 144 tecken som hade godkänts av Lundell själv, och därtill flera andra tecken som hade skapats av andra forskare. Räknar man samman alla tecken som använts av samtliga forskare består alfabetet av 220 tecken: 160 konsonanttecken och 60 vokaltecken, varav några dock är dubbletter. För beskrivning av en enskild dialekt krävs dock vanligtvis inte fler än 40–50 tecken. 
Landsmålsalfabetet har i viss mån utgjort inspiration för det danska fonetiska alfabetet Dania, det norska Norvegia, och i någon mån även det uraliska fonetiska alfabetet. Det har också vid enstaka tillfällen använts vid beskrivningar av andra språk än svenska, t.ex. av Bernhard Karlgren i beskrivningar av kinesiska.
I dag har dess funktion i stor utsträckning ersatts av det Internationella fonetiska alfabetet (IPA), men viss kunskap i landsmålsalfabetet är nödvändig om man ska kunna läsa äldre dialektuppteckningar eller dialektlitteratur.

## Historia

### Tidig ljudskrift i västerländsk språkvetenskap
När västerländska språkvetare kom i kontakt med för dem nya skriftsystem, såsom det arabiska alfabetet eller devanāgarī, uppstod ett behov av en metod att transkribera dessa till det latinska alfabetet. Dessa skriftsystem skilde nämligen mellan flera ljud som inte hölls isär i det latinska. En tidig sådan transkriptionsmetod var den som publicerades i sir William Jones On the orthography of Asiatic words in Roman letters (1788), ett system för att återge ord på sanskrit med det engelska alfabetet. Jones och andra senare filologer var influerade av Pāṇiṇi och de indiska grammatikernas systematiska ljudanalyser.
Jones princip var att ett skriftsystem aldrig bör använda samma tecken för olika ljud, och inte heller olika tecken för samma ljud. Han baserade också vokalerna på t.ex. italienska och tyska vokaler, och inte på engelska.
Bland europeiska forskare på kontinenten var Jones transkriptionssystem dock inte allmänt känt, utan många forskare försökte skapa sina egna alfabet för att återge de distinktioner som det latinska alfabetet inte kunde uttrycka.
I sin skrift Ueber den Druck sanskritischer Werke mit lateinischen Buchstaben (1841) införde den tyske sanskritforskaren Franz Bopp enkla bokstavstecken för att återge distinktioner i dēvanāgari. Dessa hade tidigare återgivits med flera tecken, såsom tsch, dsch, tschh o.s.v. Detta blev inspirationen för tysken Karl Richard Lepsius då han 1855 i Das allgemeine linguistische Alphabet skapade ett fonetiskt alfabet för uppteckning av språk utan skriftspråkstradition. Detta kom bl.a. att användas av missionärer och forskningsresande.

### Svensk ljudskrift

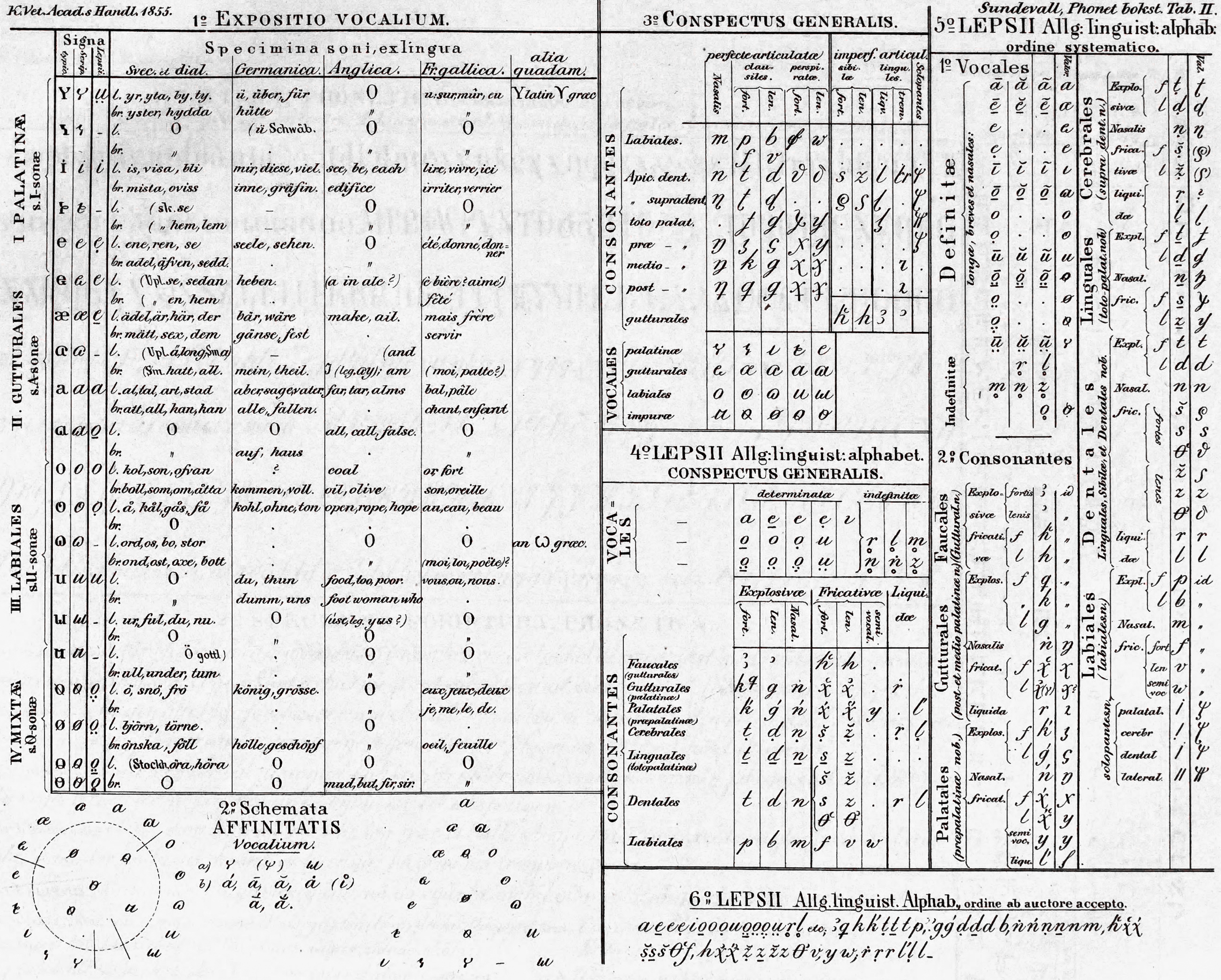
En del av Sundevalls fonetiska alfabet (1856).

Lepsius fonetiska alfabet utgjorde i sin tur inspiration för Carl J. Sundevall, som lade fram ett förslag till en svensk ljudskrift år 1856 i skriften Om phonetiska bokstäfver, året efter Lepsius. Sundevalls skrift trycktes dock först 1862. Sundvalls principer var bl.a. att de ”vanliga” bokstäverna ska användas så långt de räcker, och att man inte bör blanda olika typsnitt, såsom antikva, kursiv, fraktur eller grekiska typer. Han ansåg även att ”lösa” diakritiska tecken, såsom de ovan ⟨i⟩, ⟨å⟩, ⟨ä⟩ o.s.v. bör undvikas, samt att ljud inom samma ljudklass bör ha liknande tecken, såsom i devanāgāri.
1872 bildades landsmålsföreningar vid flera lärosäten i Sverige som upptecknade svenska dialekter (landsmål) och folktraditioner. Dessa föreningar använde sig av Sundevalls förslag, men de skilde sig något från förening till förening, och ett förslag till standardisering ledde inte till något resultat.

### J. A. Lundells alfabet

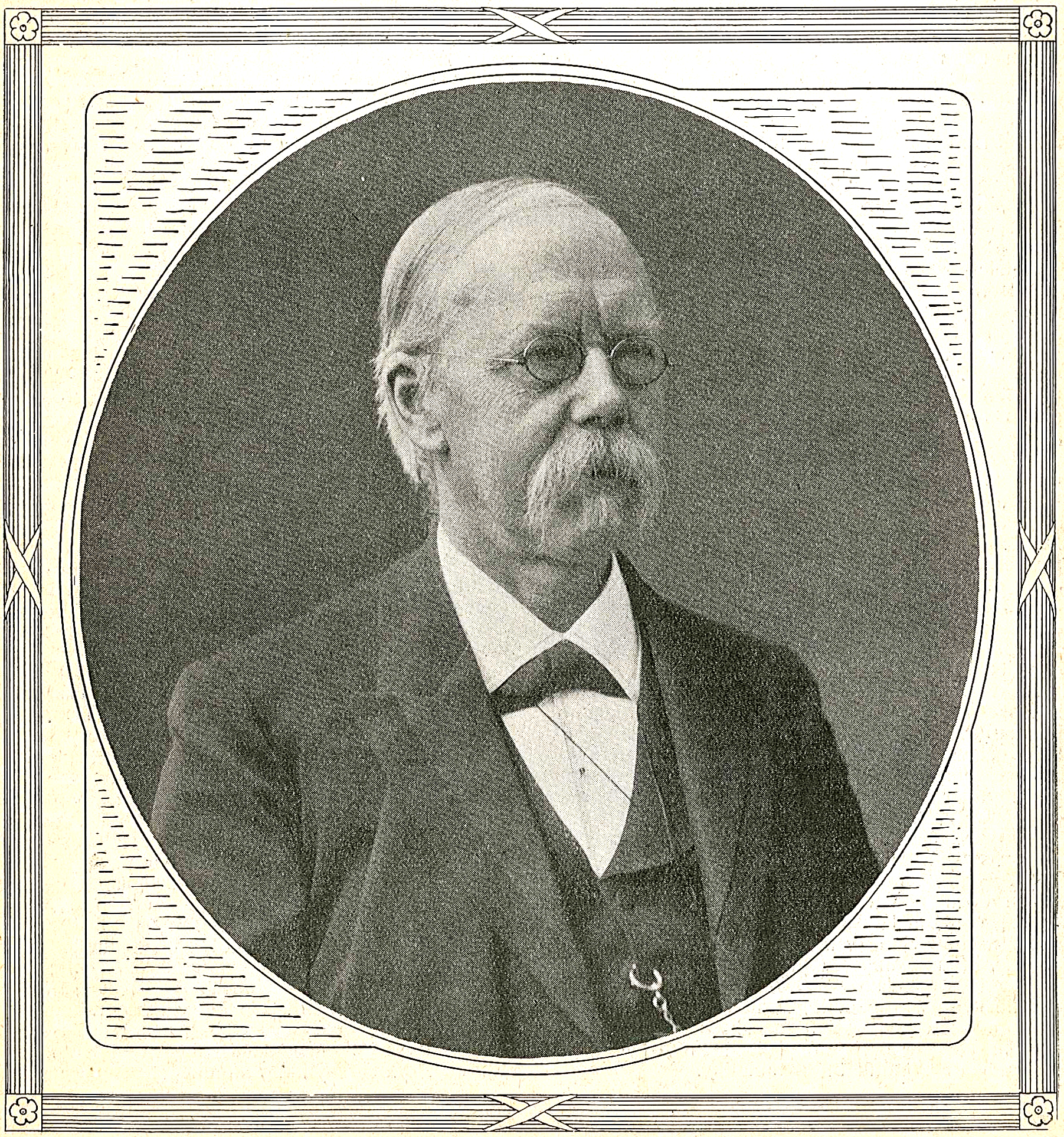
J. A. Lundell år 1911.

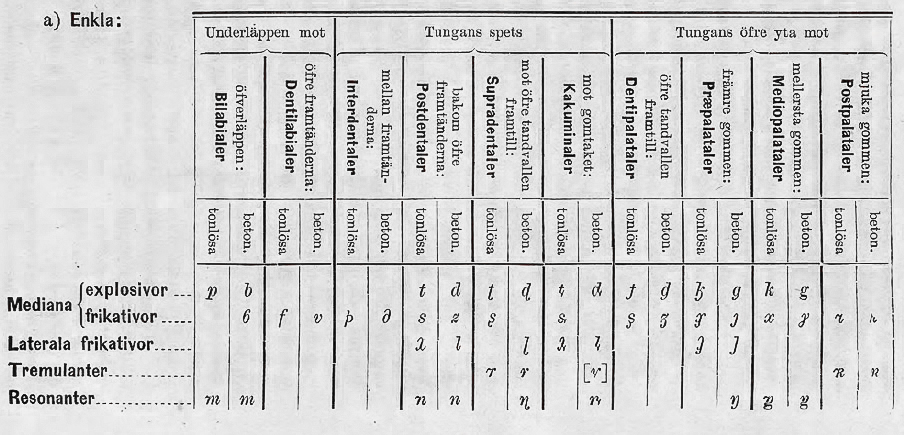
Konsonanterna i Lundells ursprungliga uppställning (1879).

1876 fick J. A. Lundell i uppdrag av landsmålsföreningarna i Uppsala att standardisera alfabeten, och han lade fram sitt förslag som godkändes 1878. Redan året före hade Adolf Noreen använt sig av ett eget system i sin doktorsavhandling Fryksdalsmålets ljudlära, men Lundells alfabet ersatte omedelbart alla tidigare vetenskapliga svenska ljudskrifter, och publicerades i första bandet av Svenska landsmål och svenskt folkliv 1879.
Lundell var vid tiden student och biblioteksamanuens, men hade sedan 1872 erfarenhet av ljudtranskription från landsmålsföreningarna. Lundell använde enligt egen uppgift 44 tecken från Sundevalls alfabet, varav 28 oförändrade och 16 med förändrat ljudvärde. Totalt bestod hans alfabet av 89 tecken. Alfabetet kom vanligen att kallas för Lundells alfabet, även om han själv påpekade att det Sundevall-Lundellska alfabetet vore mera riktigt.
Lundell var under en period en sorts typograflärling hos tryckeriet Norstedt & Söner i Stockholm, och hade ett tätt samarbete med tryckeriet i utvecklingen av alfabetet. De sakkunniga på tryckeriet tecknade och graverade matriserna (gjutformarna) för typerna. Dessa fanns länge enbart hos Norstedt & Söners tryckeri, vilket gjorde att Lundell själv som redaktör för landsmålstidskriften kunde bestämma över de medverkande författarnas teckenval. Detta gjorde att alfabetet blev mycket enhetligt under lång tid.
Lundell bestämde också att alla transkriptioner skulle ske i kursiv stil, och kursiv stil fick inte användas till något annat. Detta gjorde att skillnaden mellan tryckt ljudskrift och handskriven ljudskrift blev mindre än om tryckskriften hade tryckts i antikva. Han bestämde även att inga versaler skulle förekomma i ljudskriften.

### Alfabetets utveckling

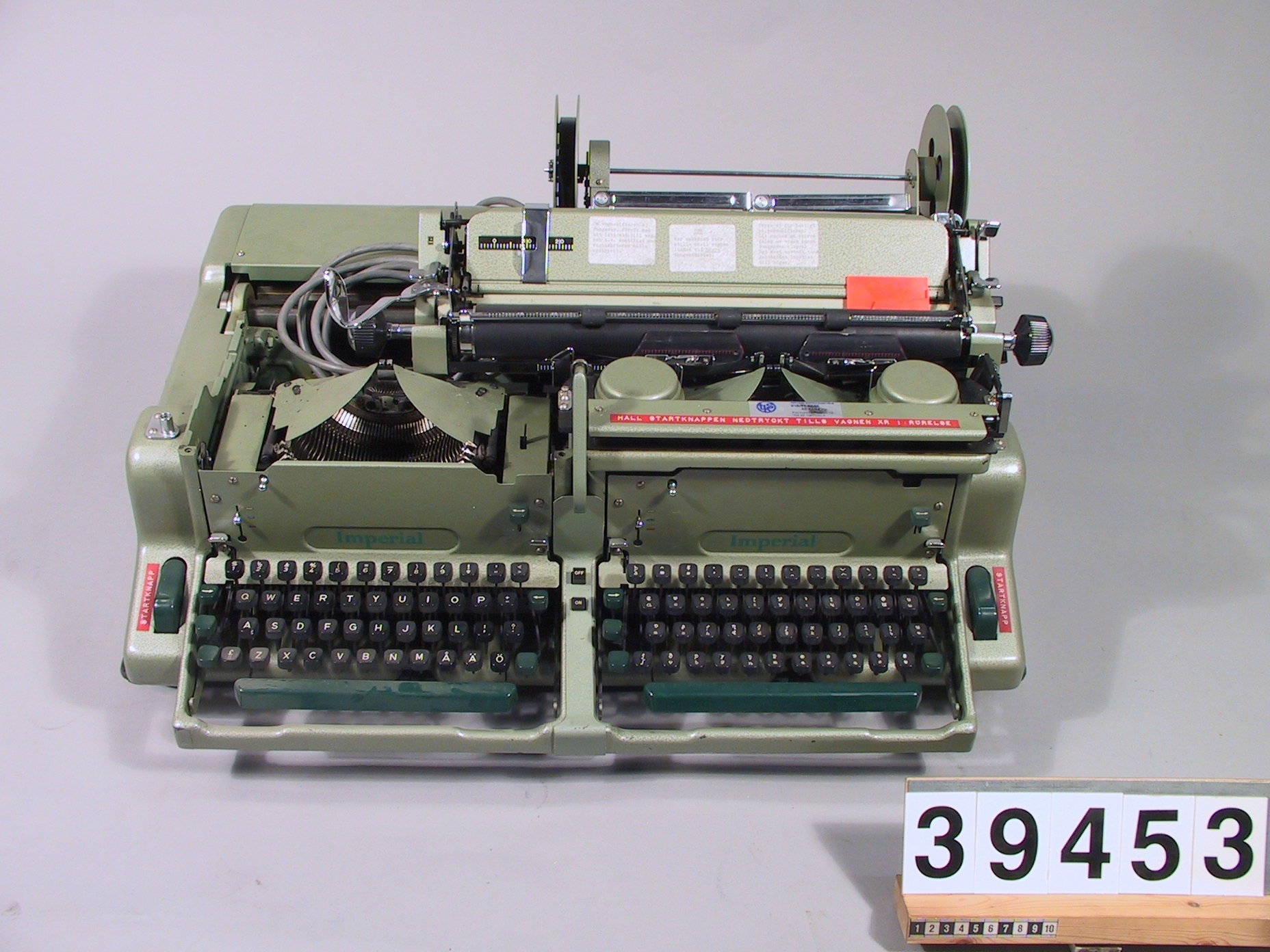
En skrivmaskin med dubbla tangentbord för svenska alfabetet och landsmålsalfabetet. Specialbyggd för dåvarande dialektarkivet i Uppsala (ULMA) 1965 och skänkt till Tekniska museet i Stockholm 1988.

Lundells alfabet blev väl emottaget och blev det allmänt brukade systemet för både uppteckning och publicering av svenskt dialektmaterial. Alfabetet har genomgått förändringar genom åren – så länge Lundell levde enligt hans anvisningar. I sin översikt från 1928 räknade Lundell med 144 tecken (från de ursprungliga 89 år 1879). Dessutom förekom många tecken som inte hade godtagits av Lundell själv.
Vanligtvis behövde forskare inte känna till hela alfabetet, utan det räckte att behärska de ljud som förekom i den eller de dialekter som forskaren studerade. För boktryckare eller för den som arbetade med dialekter i hela landet, var dock alfabetet alltför stort.
Lundell utgick ifrån en princip att bitecken, t.ex. längd- och accenttecken, skulle vara sammangjutna med grundtecknen. Detta gjorde att en ny typ krävdes för varje kombination av grundtecken och accenttecken. År 1956 beräknades det att samtliga kombinationer utgjorde omkring 8000 och 9000 tecken.
1961 skrev Manne Eriksson en översikt över landsmålsalfabetets utveckling från 1879 till 1960. Där konstaterar han att alfabetet dock alltjämt kan användas om man begränsar sig till det mest nödvändiga, men att en ”betydlig gallring förefaller dock ur ekonomisk synpunkt ofrånkomlig.”
Enligt Lars-Erik Edlund har alfabetet totalt 220 olika tecken, om man räknar samman alla tecken som använts av olika författare sedan alfabetets begynnelse. Av dessa är 160 konsonanttecken och 60 vokaltecken. Några av dem är dock dubbletter för samma ljud. För att återge språkljuden i en enskild dialekt behöver man enligt Edlund inte fler än 40–50 tecken.

## Påverkan på andra fonetiska alfabet
Alfabetets storlek och de typografiskt besvärliga beteckningarna för accent och längd, bidrog enligt Manne Eriksson till att den svenska ljudskriften inte slog igenom utanför Sverige.
Lundells alfabet kom dock att påverka ljudskrifterna i andra nordiska länder. 1884 lade Johan Storm fram en norsk ljudskrift (”Norvegia”) som tar större hänsyn till norsk ortografi med gängse diakritiska tecken och dubbelskrivning vid längd. Vissa tecken har hämtats från Lundell, men Storm ansåg att merparten hade ett ”allt för invecklat utseende” och var ”svåra att skilja från varandra.”
1890 publicerade den danske språkvetaren Otto Jespersen en dansk ljudskrift, ”Danias lydskrift”, som ligger närmare Lundells alfabet än det norska, men som följer den engelska ljudskriften närmare, som senare kom att bli det internationella fonetiska alfabetet (IPA).
Otto Jespersen var sedan involverad i bildandet av det internationella fonetiska alfabetet (IPA) vid en konferens i Köpenhamn 1925, vilket gjorde att IPA indirekt har påverkats av det svenska landsmålsalfabetet.
1901 publicerades också ett alfabet för uppteckning av finsk-ugriska språk av forskaren E.N. Setälä, som visar visst inflytande från Lundell.
Lundell påpekar själv i en artikel från 1928 att alfabetet använts vid uppteckning av nordfrisiska, engelska dialekter, isländska, bayerska, ryska, litauiska, två bantuspråk, bl.a. kamba, samt kinesiska. Genom Bernhard Karlgren har åtminstone två tecken från landsmålsalfabetet upptagits i kinesisk fonologisk tradition, ⟨ʅ ʯ⟩ för s.k. frikativa vokaler, tagna från landsmålsalfabetets tecken för Viby-i och dess rundade variant Viby-y.

## Unicode
Landsmålsalfabetet stöds inte av Unicode. I och med digitaliseringen av Ordbok över Finlands svenska folkmål kom tre tecken ur landsmålsalfabetet att införlivas i version 5.1.0 av Unicode (U+2C78 to U+2C7A) för att användas i ordboken. Dessa var  ⱸ, ⱹ och ⱺ.
2008 föreslogs att införliva ytterligare 106 tecken i Unicode, men det har ännu inte hänt (2021).